# Béchir Hamza
Béchir Hamza (arabe : البشير حمزة), né le 28 octobre 1920 à Mahdia et décédé le 6 février 2006 à Tunis, est un médecin tunisien.
Reconnu comme le père fondateur de la pédiatrie et l'initiateur des programmes de la santé de la mère et de l'enfant dans son pays, diplômé de la faculté de médecine de Paris en 1951, il est élevé au grade de professeur à la faculté de médecine de Tunis en 1976. Chef du service de pédiatrie à l'hôpital Charles-Nicolle en 1960 puis directeur de l'Institut national de santé de l'enfance (actuel hôpital des enfants de Tunis) entre 1964 et 1985, il est nommé à la tête du comité national d'éthique médicale en 1995.
Il obtient plusieurs distinctions parmi lesquelles la médaille internationale pour la santé de l'enfant, décernée pour la première fois en mai 1983 par l'Organisation mondiale de la santé.
Élu à l'Académie nationale de médecine en France, pour l'ensemble de ses travaux sur la santé et le bien-être de l'enfant, il est aussi membre du comité international de bioéthique et du comité intergouvernemental de bioéthique de l'Unesco.
Un hôpital pour enfants de Tunis est baptisé à son nom en 2011.